# Dr. Death – Sanningen om Paolo Macchiarini
Dr. Death – Sanningen om Paolo Macchiarini (originaltitel: Dr. Death: Cutthroat Conman) är en amerikansk dokumentärfilm som hade premiär den 21 december 2023 på Peacock. Filmen är baserad på verkliga händelser.

## Handling
Filmen kretsar kring den berömda kirurgen Paolo Macchiarini som var först med att ha opererat in världens första syntetiska luftstrupar. Men allt visade sig vara en bluff.

## Medverkande (i urval)
- Chris Bezaire
- Paolo Macchiarini